# 嘉義市私立立仁高級中學
宏仁學校財團法人嘉義市立仁高級中等學校是一所位於嘉義市東區的高級中學，簡稱立仁高中。1996年（民國八十五年）開始辦理綜合高中，是天主教會辦理的學校，為教育部最早辦理綜合高中的十八所學校之一。立仁高中籃球隊在嘉義市是數一數二的優質球隊。

## 校史

### 職業學校
1971年天主教匈牙利籍馬駿聲神父申請創辦「台灣省嘉義市私立立仁女子高級工商職業學校」，奉准招收電子設備修護科、商業經營科兩班。之後陸續於1974年增設會計事務科、1977年增設國際貿易科、1988年增設資料處理科。

### 綜合高中
1996年配合政府高中與高職人力規劃，增設高中普通科，並停招電子科。1998年全面改為綜合高中，設有學術學程、資訊應用學程、國際貿易學程、會計事務學程、商業服務學程、銀行事務學程、保險事務學程。
- 1999年榮獲教育部評鑑綜合高中五項均優、總等第優。
- 2002年增設應用外語學程。
- 2003年榮獲委員會遴選「就業專精班」與新竹科學園區旺宏電子公司合作。
- 2004年更改校名為「天主教嘉義市立仁高級中學」，開始招收男生，同年增設幼兒保育學程、實用技能學程。
- 2007年學生宿舍全面整修。
- 2008年榮獲教育部「優質化高中」補助。
- 2009年增設衛生護理學程。
- 2010年多元用途禮堂落成。
- 2018年聖愛館落成。
- 2019年開辦藥學衛護班。全面整修學生宿舍及圖書館。
- 2020年全新PU跑道完工。

### 併校
2022年6月嘉市宏仁女中、立仁高中法人合併為「宏仁學校財團法人」。

## 歷任校長
| 任別 | 任期                     | 姓名   | 備註               |
| ---- | ------------------------ | ------ | ------------------ |
| 1    | 1971年08月 － 1972年01月 | 蔣南斗 |                    |
| 2    | 1972年02月 － 1982年10月 | 陸嘉航 | 天主教聖愛會       |
| 3    | 1982年11月 － 1989年07月 | 張懷顏 |                    |
| 4    | 1989年08月 － 2000年07月 | 賴詔彥 |                    |
| 5    | 2000年08月 － 2013年01月 | 高慧琳 | 中華聖母修女會     |
| 6    | 2013年08月 － 2015年01月 | 李振賢 |                    |
| 7    | 2015年08月 － 2019年01月 | 柳雅梅 | 台南護專前學務主任 |
| 8    | 2019年02月 － 2021年06月 | 陳明華 |                    |
| 代理 | 2021年06月 － 2022年02月 | 沈素伸 | 學務主任代理       |
| 代理 | 2022年02月 － 2022年06月 | 吳秀蘭 | 教務主任代理       |
| 9    | 2022年06月 － 現任       | 吳秀蘭 | 兼教務主任         |

## 開設學程
- 商業服務學程
- 資訊應用學程
- 幼兒保育學程
- 衛生護理類
- 應用外語學程(日文組)

## 外部連結
- 立仁高級中學（页面存档备份，存于）